# 青岛路 (青岛)
青岛路是中华人民共和国山东省青岛市市南区的一条南北向临海道路，也是全市最早建成的一批道路之一。其北端始于一个与湖南路相连接的台阶路，向南穿过广西路，南端止于太平路海滨。该道路德占时期始建，以时任德意志皇帝和普鲁士国王威廉二世之名定名为威廉街（德語：Wilhelmstraße，旧汉译：维里恩街），第一次日占时期改名为不入斗町（日语：／），1922年北洋政府收回青岛后于次年改为现用名称。
青岛路道路虽短，却曾经拥有青岛老城一处经典的街道对景。道路北端正对的是胶澳总督府大楼，南端正对的是叶世克总督纪念碑和栈桥湾，两侧均为德占时期建成的建筑。路的中心轴线处是长条形街心花园，该路也因此被分为两部分。纪念碑于1966年消失，老市政府（原胶澳总督府大楼）前街心花园的树木渐渐挡住了沿青岛路向北观望该楼的视线，路旁的海因里希亲王饭店于1998年被拆除，青岛路便失去了这处街道对景。
2011年起，青岛路中轴线的街心花园全部被开挖，相继作为地铁3号线和4号线的施工场地。现状道路仅有一侧的行车便道。
该路周边保存至今及曾经存在的历史建筑如下：
- 叶世克总督纪念碑（太平路前海大堤上，正对青岛路南端，1966年被捣毁）
- 德华银行青岛分行（广西路14号院内，青岛路太平路路口东北角，始建于1899年）[1][2]
- 海因里希亲王饭店本馆（太平路29号，青岛路太平路路口西北角，建于1899年，1998年拆除）[2][3]
- 海因里希亲王饭店音乐厅（青岛路广西路路口西南角，建于1905年，1998年拆除）[1][2]
- 马克·齐默尔曼住宅旧址（德国驻青岛领事馆旧址）（青岛路1号，青岛路广西路路口东北角，建于1912年）[1][2]
- 开治酒店（湖南路16号，青岛路湖南路路口西南角，建于1913年）[1][2]

## 图集
- 1922年的青岛路全景，刚刚入驻青岛的中国军警在太平路巡逻。远处可见胶澳总督府旧址（胶澳商埠督办公署），左侧为海因里希亲王饭店旧址和开治酒店旧址，右侧可见马克·齐默尔曼住宅旧址
- 青岛路，右侧为德华银行旧址
- 1931年的青岛路，由北向南视角，左侧为德华银行旧址，右侧为海因里希亲王饭店旧址，远处为纪念碑，英国皇家海军郡级巡洋舰萨福克号（英语：HMS Suffolk (55)）”
- 青岛航拍，市政府南侧的南北向道路即为青岛路

- 抗战时期的青岛路，德国领事馆与青岛特别市公署
- 2001年1月的青岛路，自太平路北侧向北视角，照片中可见开治酒店旧址、胶澳总督府旧址和齐默尔曼住宅旧址（德国领事馆旧址）
- 2004年的青岛路，由北向南视角，左侧德华银行旧址被树木挡住，右侧为海因里希亲王饭店原址
- 青岛路南端今貌，2017年8月